# Robert Krabbendam
Robert Krabbendam (Hoorn, 11 juli 1986) is een Nederlandse basketballer. Krabbendam heeft gespeeld voor de Amsterdamse clubs BC Apollo en ABC Amsterdam in de Dutch Basketball League. Ook kwam speelde hij in zijn carrière voor BC Kalev/Cramo uit Estland en Apollon Limassol uit Cyprus. Ook speelde Krabbendam een paar jaar in de Verenigde Staten in de NCAA voor Virginia Tech. Tijdens het seizoen 2013/14, stapte Krabbendam over naar Rotterdam Basketbal College, waar hij tekende tot het einde van het seizoen 2014/15.
Van 2008 tot 2010 kwam Krabbendam uit voor het Nederlands nationaal basketbalteam.

## Erelijst
Nederland
- 2x Nederlands kampioen (2008, 2009)
- NBB beker (2004)

 Estland
- Kampioen van Estland (2011)